# Búsqueda de Tránsitos de Próxima Generación
La Búsqueda de Tránsitos de Próxima Generación (Next-Generation Transit Survey o por sus siglas en inglés NGTS) es una búsqueda robótica basada en la tierra para exoplanetas. La instalación está ubicada en el Observatorio Paranal en las afueras del desierto de Atacama en el norte de Chile, a pocos kilómetros del Very Large Telescope de la ESO  y cerca del VISTA Survey Telescope. Las operaciones científicas comenzaron a principios de 2015.
El objetivo de NGTS es descubrir súper-Tierras y exo-Neptunos que transitan estrellas relativamente brillantes y cercanas con una magnitud aparente de hasta 13. La búsqueda utiliza la fotometría de tránsito, que mide con precisión la atenuación de una estrella para detectar la presencia de un planeta cuando este se cruza en frente de ella. NGTS consta de una serie de doce telescopios comerciales de 0,2 metros (f / 2.8), cada uno equipado con una cámara CCD sensible al rojo que opera en el visible y el infrarrojo cercano a 600-900 nm con el fin de igualar el pico de emisión de los objetivos primarios (K y M temprana). La gama cubre un campo de visión instantáneo de 96 grados cuadrados (8 deg2 por telescopio) o alrededor de 0,23% de todo el cielo. NGTS se basa en gran medida en la experiencia de su predecesor, SuperWASP, utilizando detectores más sensibles, software más refinado, y mejores ópticas. En comparación con la nave espacial Kepler con su campo de vista fijo de 115 grados cuadrados, el área del cielo cubierto por NGTS será dieciséis veces más grande, debido a que la búsqueda tiene la intención de escanear cuatro campos diferentes cada año durante un período de cuatro años. Como resultado, el número de exoplanetas cercanos descubiertos será mucho más grande.
NGTS está diseñado para llenar la brecha actual entre planetas del tamaño de la Tierra y los gigantes gaseosos. Aunque otros estudios basados en la tierra sólo podían detectar , los exoplanetas más grandes del tamaño de Júpiter, planetas del tamaño de la Tierra de Kepler están a menudo demasiado lejos o orbitan estrellas demasiado tenues para permitir la espectroscopia Doppler otro método de detección diferente para determinar la masa del planeta por el bamboleo de su estrella. El campo de vista más amplio de NGTS le permite detectar un mayor número de planetas más masivos alrededor de estrellas más brillantes. Con un seguimiento detallado con los instrumentos más grandes como HARPS, ESPRESSO y VLT-ESFERA se podría lograr su caracterización y será posible medir la masa de un gran número de objetivos que utilizan este método de oscilación. Esto hace que sea posible determinar la densidad del exoplaneta, y por lo tanto si es gaseoso o rocoso.
La búsqueda es administrada por un consorcio de siete universidades europeas y otras instituciones académicas de Chile, Alemania, Suiza y el Reino Unido. Los prototipos de la matriz se pusieron a prueba entre el 2009 y 2010 en La Palma, y en el 2012 a 2014 en el Observatorio de Ginebra.

## Asociación
Aunque situado en el Observatorio Paranal, NGTS no es, de hecho, operado por ESO, pero por un consorcio de siete instituciones académicas de Chile, Alemania, Suiza y el Reino Unido:
- DLR, Instituto de Investigación Planetaria
- Observatorio de Ginebra
- Universidad de la Reina de Belfast
- Universidad de Cambridge
- Universidad de Chile
- Universidad de Leicester
- Universidad de Warwick

## Resultados
- El 31 de octubre de 2017, el descubrimiento de NGTS-1b, un planeta extrasolar caliente del tamaño de Júpiter confirmado que orbita NGTS-1, una estrella enana M, aproximadamente la mitad de la masa y el radio del Sol, cada 2.65 días, fue informado por la encuesta equipo.[7][8] Daniel Bayliss, de la Universidad de Warwick, y autor principal del estudio que describe el descubrimiento de NGTS-1b, declaró: "El descubrimiento de NGTS-1b fue una completa sorpresa para nosotros: no se pensaba que tales planetas masivos existieran alrededor de tan pequeñas estrellas: lo que es más importante, nuestro desafío ahora es descubrir qué tan comunes son estos tipos de planetas en la Galaxia, y con el nuevo servicio de Búsqueda de Tránsitos de Nueva Generación estamos bien situados para hacer precisamente eso ".

- El 3 de setiembre de 2018, el descubrimiento de '''NGTS-4b''', un planeta del tamaño de Neptuno que transita una enana K de magnitud 13 en una órbita de 1,34 d. NGTS-4b tiene una masa M = 20,6 ± 3,0 M⊕ y un radio R = 3,18 ± 0,26 R⊕, lo que lo ubica bien dentro del llamado "Desierto Neptuniano". La densidad media del planeta (3,45 ± 0,95 g / cm³) es consistente con una composición de 100% de H2O o un núcleo rocoso con una envoltura volátil. Es probable que el NGTS-4b sufra una pérdida de masa significativa debido a la irradiación de rayos X/EUV relativamente fuerte. Su supervivencia en el desierto neptuniano puede deberse a una masa central inusualmente alta, o puede haber evitado la irradiación de rayos X más intensa al migrar después de que la actividad inicial de su estrella anfitriona hubiera disminuido. Con una profundidad de tránsito de 0,13 ± 0,02%, NGTS-4b representa el sistema de tránsito más superficial jamás descubierto desde el suelo y es el planeta más pequeño descubierto en un sondeo fotométrico de campo amplio en tierra.[9]